# Victoria Melita de Saxa-Coburg și Gotha
Prințesa Victoria Melita de Saxa-Coburg și Gotha (n. 25 noiembrie 1876 – d. 2 martie 1936) a fost o membră a familiei regale britanice și nepoată a reginei Victoria a Marii Britanii. Victoria a deținut titlul de Mare Ducesă de Hesse (1894-1901) și Mare Ducesă Victoria Feodorovna a Rusiei.
Victoria a scandalizat familiile regale ale Europei cu divorțul său și recăsătoria de la începutul secolului XX.

## Tinerețea
Victoria s-a născut la 25 noiembrie 1876 în Palatul San Anton din Malta, de unde și al doilea nume al său, Melita. Tatăl ei era prințul Alfred, Duce de Edinburgh, al doilea fiu al reginei Victoria. Mama ei era Maria Alexandrovna a Rusiei, fiica țarului Alexandru al II-lea. Ca nepot al unui monarh britanic, Victoria se intitula Alteța Regală Prințesa Victoria de Edinburgh. În familie i se spunea  Ducky. În momentul nașterii sale era a zecea în linia de succesiune la tronul britanic.
După spusele surorii sale mai mari, Maria, regină a României, "Ducky" avea un temperament dificil. În copilărie, Victoria era timidă, serioasă, sensibilă, sinceră, conform spuselor surorii sale. Mama sa și-a crescut copiii ignorând boala și învățându-i să fie activi fizic.
Ca fiu al prințului Albert de Saxa-Coburg și Gotha, tatăl Victoriei era moștenitor al Ducatului Saxa-Coburg și Gotha după ce fratele său mai mare, prințul de Wales, viitorul Eduard al VII-lea al Marii Britanii a renunțat la drepturile sale de succesiune asupra Ducatului. Familia s-a mutat la Coburg, Germania în 1889. Mama lor, care era pro-germană, a început imediat să-și crească copiii în stil filogerman; o nouă guvernantă, stilul de îmbrăcăminte simplu, le-a confirmat la biserica luterană germană chiar dacă înainte copiii aparțineau de biserica anglicană.
După căsătoria surorii mai mari, Maria, cu Ferdinand, prințul moștenitor al României, regina Victoria a observat că Victoria are o bună relație cu verișorul ei, prințul Ernest Ludovic de Hesse, moștenitorul Ducatului de Hesse, fiul cel mare al celui de-al treilea copil al reginei Victoria, prințesa Alice, Mare Ducesă de Hesse. Regina Victoria și-a dorit foarte mult ca cei doi nepoți ai ei să se căsătorească. Însă atât Victoria cât și Ernst erau reticenți; în plus, Victoria l-a reîntâlnit pe Kiril la St. Petersburg și s-a îndrăgostit.

## Mare Ducesă de Hesse

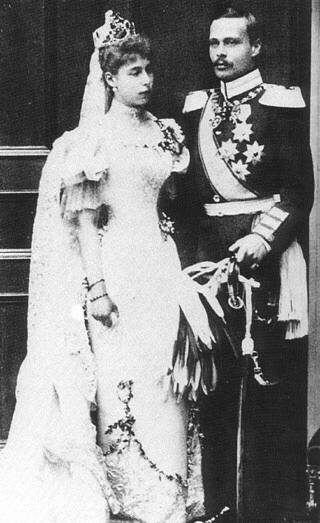
Victoria Melita și Ernst Ludwig la căsătoria lor din 1894

În cele din urmă, Victoria și Ernst s-au căsătorit la 9 aprilie 1894 la  Schloss Ehrenburg, Coburg. Victoria a devenit Mare Ducesă de Hesse și de Rin Nunta ei a fost semnificativă deoarece în același timp s-a anunțat logodna viitorului țar Nicolae al II-lea cu sora mai mică a lui Ernst, Alix de Hesse.
Victoria și Ernst au avut o fiică, prințesa Elisabeth de Hesse poreclită Ella, născută la 11 martie 1895 însă mariajul lor nu a fost unul fericit. Victoria se plângea de lipsa de afecțiune a soțului ei în timp ce Ernst era complet devotat fiicei lor, Elisabeth, pe care o adora. Victoria și Ernst și-au cultivat prietenii, care erau artiști progresivi și intelectuali. Victoria își îndeplinea rolul public fără entuziasm. Evita să răspundă la scrisori, să viziteze persoanele vârstnice a căror companie nu îi era pe plac, vorbea doar cu oamenii care o amuzau la întâlnirile publice ignorând pe cei pe care îi considera plicticoși.
Această neglijență a datoriilor sale provoca ceruri cu Ernst. Schimbătoarea Victoria striga, arunca tăvi de ceai, spărgea vase de China de perete și arunca cu ce avea la îndemână în Ernst în timpul cerurilor. Victoria se elibera în dragostea sa pentru cai. În timp ce era în Rusia pentru încoronarea țarului Nicolae al II-lea al Rusiei, pasiunea Victoriei pentru Kirill s-a reaprins. A flirtat cu el la balurile și festivitățile care au marcat încoronarea.

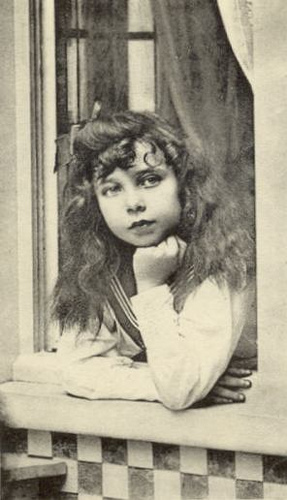
Fiica lui Ducky Prinţesa Elisabeth de Hesse, care a murit în 1903 de febră tifoidă.

 Mariajul cu Ernie a suferit o nouă lovitură în 1897, când Victoria întoarsă din vizită de la sora sa regina Maria a României l-a prins pe Ernst în pat cu un servitor de sex masculin. Regina Victoria s-a întristat când a auzit de problemele căsniciei celor doi nepoți de la diplomatul Sir George Buchanan dar a refuzat să le permită divorțul din cauza fiicei lor Elisabeth.
Eforturile de a restabili mariajul au eșuat când regina Victoria a murit în ianuarie 1901. Curtea Supremă din Hessa a dizolvat căsătoria la 21 decembrie 1901. Ernst, care la început s-a împotrivit divorțului, a sfârșit prin a crede că este singurul pas posibil. Divorțul a provocat scandal în cercurile regale ale Europei. Țarul Nicolae i-a scris mamei sale că e preferabilă moartea unei "rușini a divorțului".

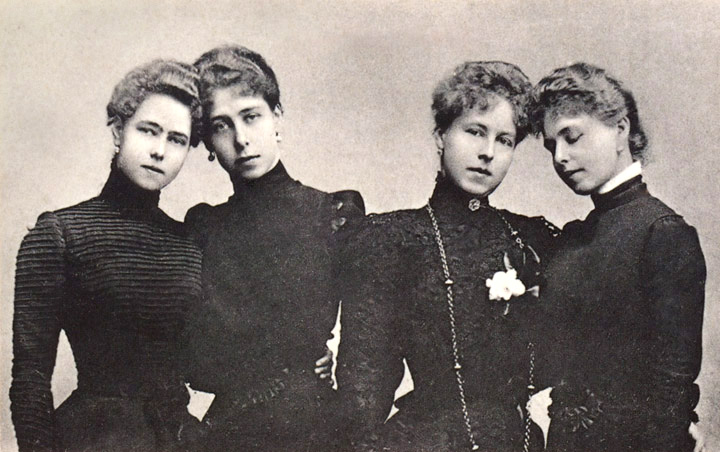
Marea Ducesă Victoria cu cele trei surori ale sale. De la stânga la dreapta, Beatrice, Victoria Feodorovna, Alexandra și Maria.

 După divorț, Victoria s-a dus să locuiască cu mama sa la casa de pe Riviera Franceză. Ea și Ernst au împărțit custodia Elisabetei care locuia câte șase luni pe an cu fiecare părinte. Elisabeth o acuza pe Ducky pentru divorț iar Ducky a avut o perioadă dificilă în reconcilierea cu fiica sa. Ernst a scris în memoriile sale că Elisabeth ascunsă sub canapea, plângea înaintea unei vizite la mama ei. Ernst a asigurat-o că și mama sa o iubește. Elisabeth a răspuns "Mama spune că mă iubește dar tu mă iubești." Ernst a tăcut și nu a corectat impresiile copilului.
Elisabeth a murit la vârsta de opt ani și jumătate de febră tifoidă în noiembrie 1903 când era în vizită la țarul Nicolae al II-lea și la familia acestuia la o reședință din Polonia. Doctorul a sfătuit familia țarului să anunțe mama copilului de boala sa însă țarina a întârziat în trimiterea telegramei. Victoria a primit telegrama prin care era anunțată de moartea copilului ei chiar când se pregătea să plece în Polonia pentru a fi la capătul ei.
La câteva săptămâni de la funeraliile copilului, Victoria a fost înfuriată de refuzul Țarului de a-i permite surorii sale mai mici, Beatrice să se căsătorească cu verișorul lor, Marele Duce Mihail al Rusiei.

## Recăsătoria

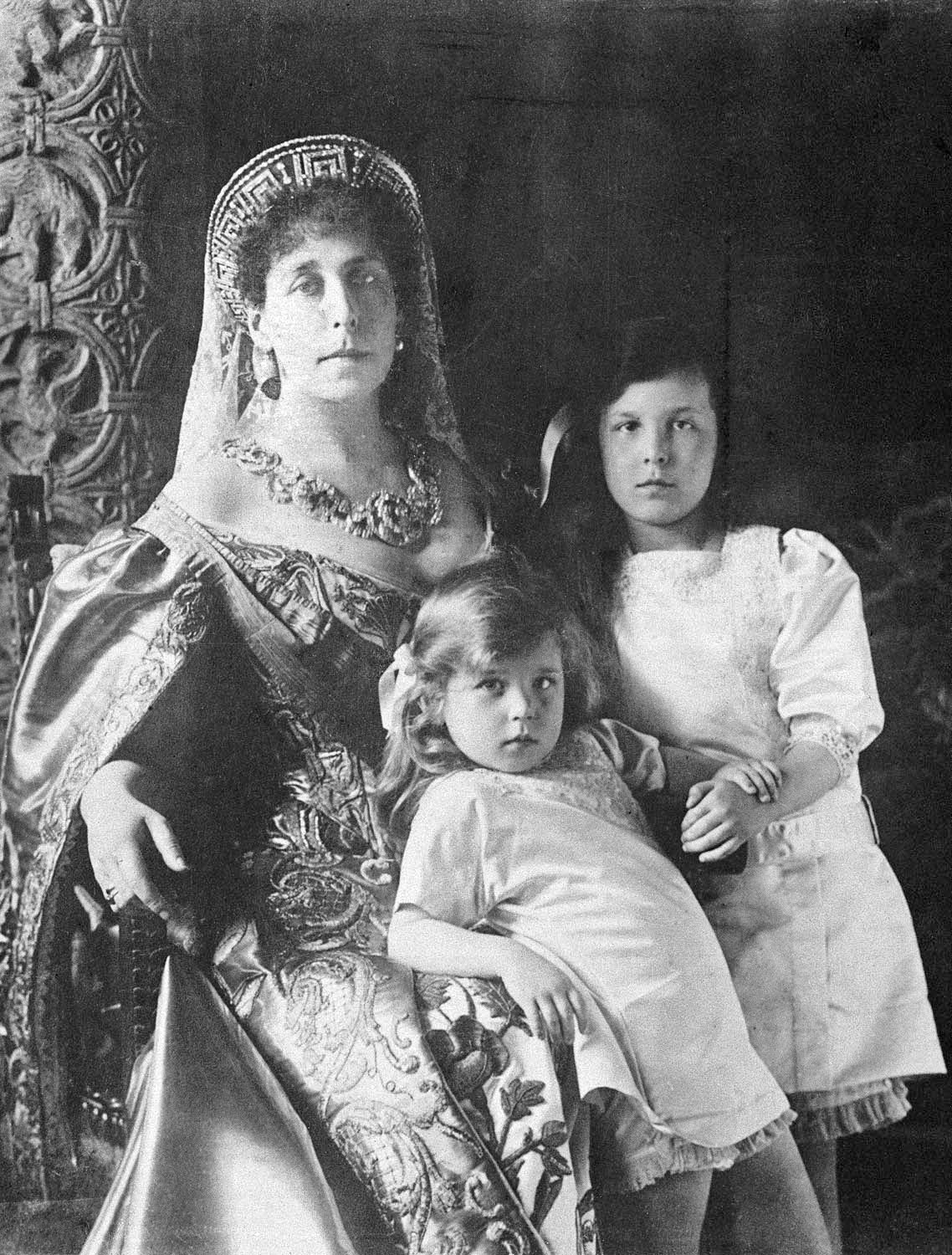
Marea Ducesă Victoria Feodorovna şi două din fiicele sale Maria și Kira.

După divorțul Victoriei de Ernst, sora acestuia, țarina Alexandra Fiodorovna, și-a convins soțul, Nicolae al II-lea să-l exileze pe Kirill în Extremul Orient. Părinții lui Kirill, Marele Duce Vladimir Alexandrovici al Rusiei și Maria de Mecklenburg-Schwerin (Maria Pavlovna), au încercat, de asemenea să descurajeze relația.
În timpul războiului ruso-japonez, în 1904, Kirill a supraviețuit unui atac și s-a întors la Moscova ca erou de război. În cele din urmă, țarul i-a permis să părăsească Rusia și să se ducă la Coburg pentru a fi cu Victoria. Trecerea pe lângă moarte l-a determinat pe Kirill să se căsătorească cu Victoria. "Pentru aceia peste care a trecut umbra morții, viața are un nou înțeles" scrie Kirill în memoriile sale.
Cuplul s-a căsătorit la 8 octombrie 1905 la Tegernsee. A fost o ceremonie simplă la care au participat mama Victoriei, sora ei Beatrice și un prieten Contele Adlerburg. Ca răspuns la căsătorie, țarul Nicolae al II-lea l-a expulzat din Marina Rusă. Țarina a declarat că niciodată nu-i va mai primi pe Victoria "o femeie care s-a comportat așa de rușinos" sau pe Kirill. Cuplul s-a retras la Paris, unde au cumpărat o casă pe Champs-Élysées și au trăit din venituri de la părinți.
Victoria a decis să se convertească la ortodoxism în 1907, o decizie care i-a încântat atât pe mama cât și pe soțul ei. Primul copil al Victoriei cu Kirill a fost o fată, Maria Kirillovna, născută în 1907. A fost numită după bunica sa și poreclită "Masha". A doua fiică, Kira Kirillovna s-a născut în 1909. Victoria și Kirill, care sperau să aibă un fiu, au fost dezamăgiți însă și-au numit fiica după tată.

## Mare Ducesă a Rusiei

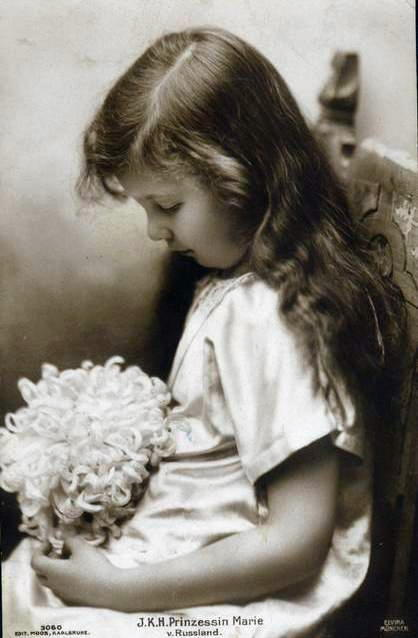
Fiica Victoriei Maria Kirillovna, înainte de primul război mondial.

După câteva decese în familia regală rusă, Kirill a trecut pe locul trei în linia la succesiunea tronului Rusiei. Kirill și Victoria s-au instalat în Rusia iar Victoriei i s-a acordat titlul de Mare Ducesă a Rusiei.
În timpul primului război mondial, Victoria a lucrat la Crucea Roșie ca asistentă și a organizat ambulanțe mobile. Kirill și Victoria au privit întotdeauna cu antipatie prietenia țarului și țarinei cu Grigori Rasputin. Când Rasputin a fost asasinat în decembrie 1916, Kirill și Victoria au semnat o scrisoare împreună cu alte rude cerându-i țarului să arate clemență față de Marele Duce Dmitri Pavlovici al Rusiei, unul dintre cei implicați în crimă. Țarul a respins cererea lor. Câteva săptămâni mai târziu, țarul a abdicat. La 14 martie 1917 Kirill a jurat loialitate față de Dumă în speranța că ordinea va fi restabilită și monarhia va fi păstrată. Acest act a fost privit ca un act de trădare de mulți membri ai familiei. Victoria și-a susținut soțul. De asemenea, ea a simpatizat cu oamenii care doreau să reformeze guvernul.

## Exilul

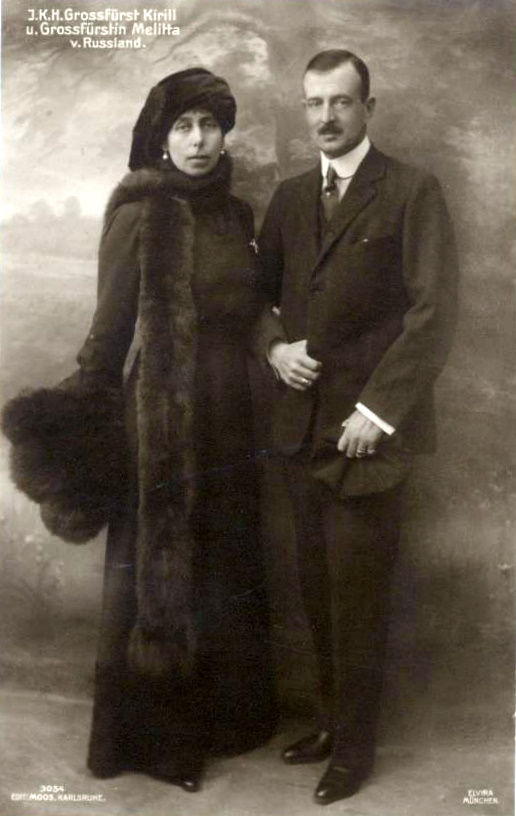
Victoria şi Kirill.

Speranțele lor s-au năruit când au fost forțați să plece în Finlanda, apoi la Coburg. Guvernul Provizoriu le-a permis să plece însă n-au putut lua nimic de valoare cu ei.
În august 1917 Victoria în vârstă de 40 de ani l-a născut pe Marele Duce Vladimir Kirillovici, singurul băiat al ei și moștenitor al dinastiei.  Familia a rămas în Finlanda, un fost Mare Ducat sub conducere rusească, care și-a declarat independența în decembrie 1917. Treptat au fost nevoiți să ceară ajutorul rudelor pentru subzistență. În iulie 1918, Victoria a scris verișoarei ei primare Prințesa Margareta a Suediei implorând-o să-i trimită mâncare pentru copil pentru a-l putea hrăni pe Vladimir. Ea s-a înstrăinat de Anglia deoarece a simțit că rudele sale n-au făcut suficient de mult pentru Romanovi.
Familia exilată s-a mutat la Coburg apoi la Saint-Briac în Franța unde au trăit pentru restul vieții lor. Când era în Germania, Victoria a arătat interes pentru Partidul Nazist, care a apelat la ea din cauza faptului că era antibolșevică iar speranțele Victoriei se legau de restabilirea monarhiei ruse. Kirill a suferit o cădere nervoasă iar Victoria l-a îngrijit până s-a însănătoșit. L-a încurajat în visele sale despre revenirea monarhiei ruse și devenirea sa ca Țar. În 1924 Victoria a călătorit în Statele Unite sperând în ajutor american  însă încercarea sa nu a avut succes.
Victoria era excesiv de protectoare cu Vladimir, singurul ei fiu, cel de care se legau speranțele pentru moștenirea tronului Rusiei. Temându-se că nu este în siguranță nu l-a lăsat la școală și i-a angajat un tutore. Victoria, care și-a dedicat viața soțului ei Kirill, a fost devastată când în 1933 a descoperit că soțul ei i-a fost necredincios. A păstrat aparențele de dragul copiilor dar nu l-a putut ierta niciodată pe Kirill. A suferit un accident vascular imediat după botezul celui de-al cincilea nepot, Mechtilde, în februarie 1936. A murit la 2 martie 1936.